# Teřich

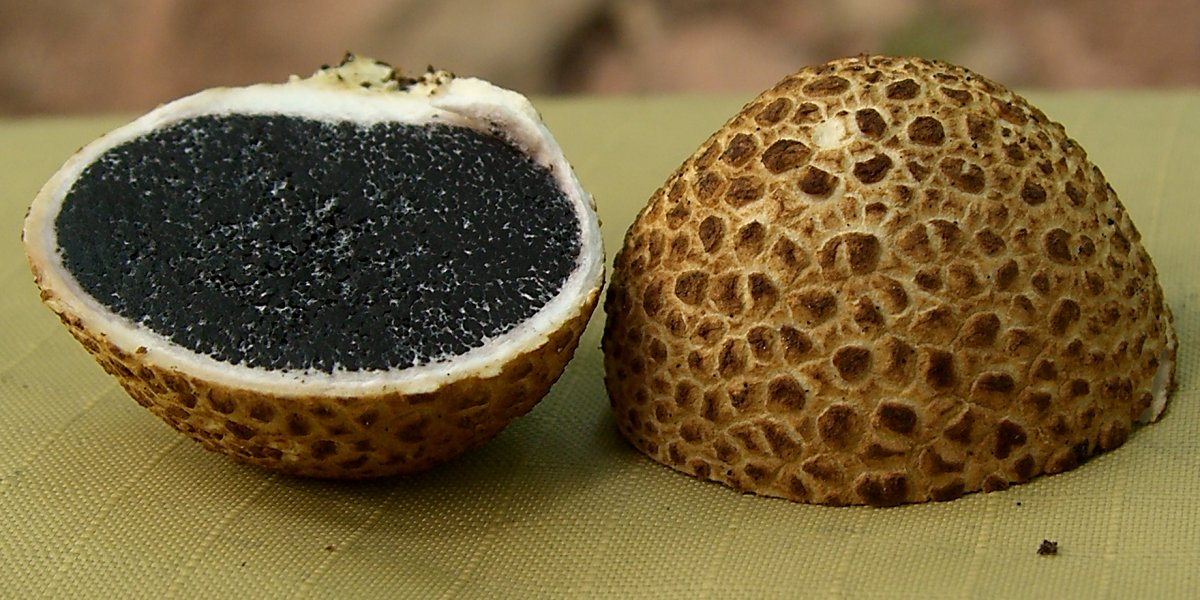
Tmavý teřich pestřece obecného

Teřich (latinsky gleba) je výtrusorodá vnitřní část některých vřeckovýtrusých a stopkovýtrusých hub. Je obalen okrovkou (peridium) různé tloušťky. 
V mykologické literatuře též gleba. Lidově někdy těřich.

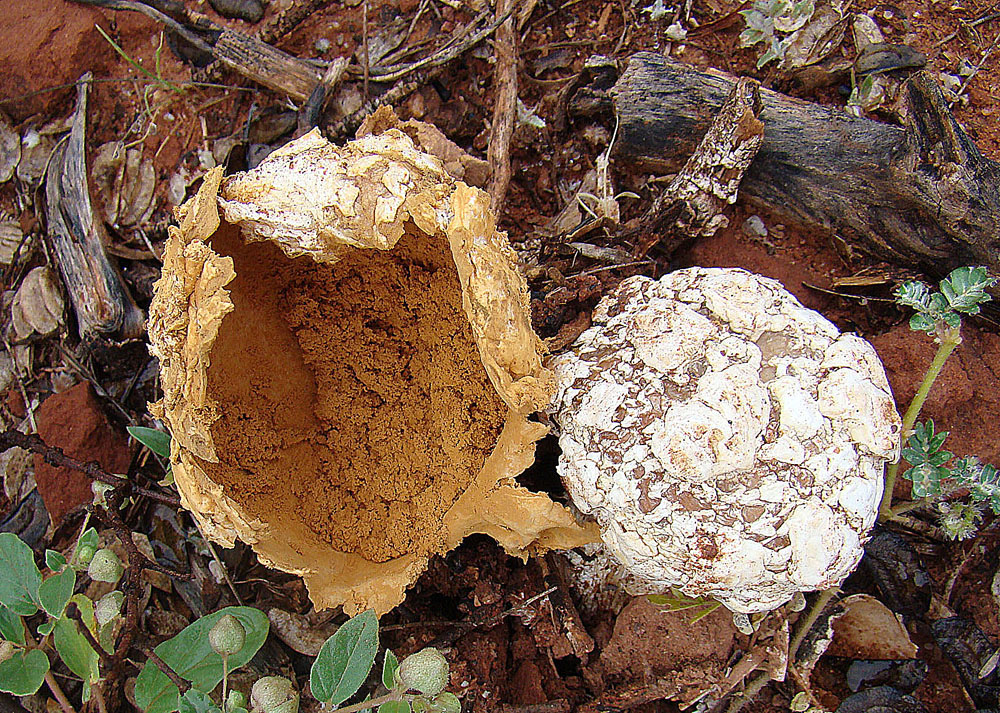
Plodnice škárky hvězdicovité (Mycenastrum corium); Argentina, La Rioja

Teřich může být masitý, pevný, chrupavčitý, jindy měkký, rosolovitý, vlhký. Často je složen z komůrek. Po dozrání výtrusů se rozpadá, někdy v jednotlivé pecičky, peridioly, jindy se mění na prach nebo jinou prachovitou hmotu nebo se roztéká aj.
Teřich je přítomen například u tzv. břichatek (dnes zastaralá podtřída hub), tzn. stopkovýtrusých hub s převážně kulovitou plodnicí, která je buď trvale uzavřená, nebo se otevírá teprve v době zralosti bazidiospor. Okrovkou je výtrusorodé pletivo až do dospělosti odděleno od vnějšího prostředí. Do zrušené podtřídy „houby břichatkovité“ (Gasteromycetidae) se dříve řadily některé čeledi dnes v BioLibu zařazené do podtřídy houby rouškaté (Agaricomycetidae).

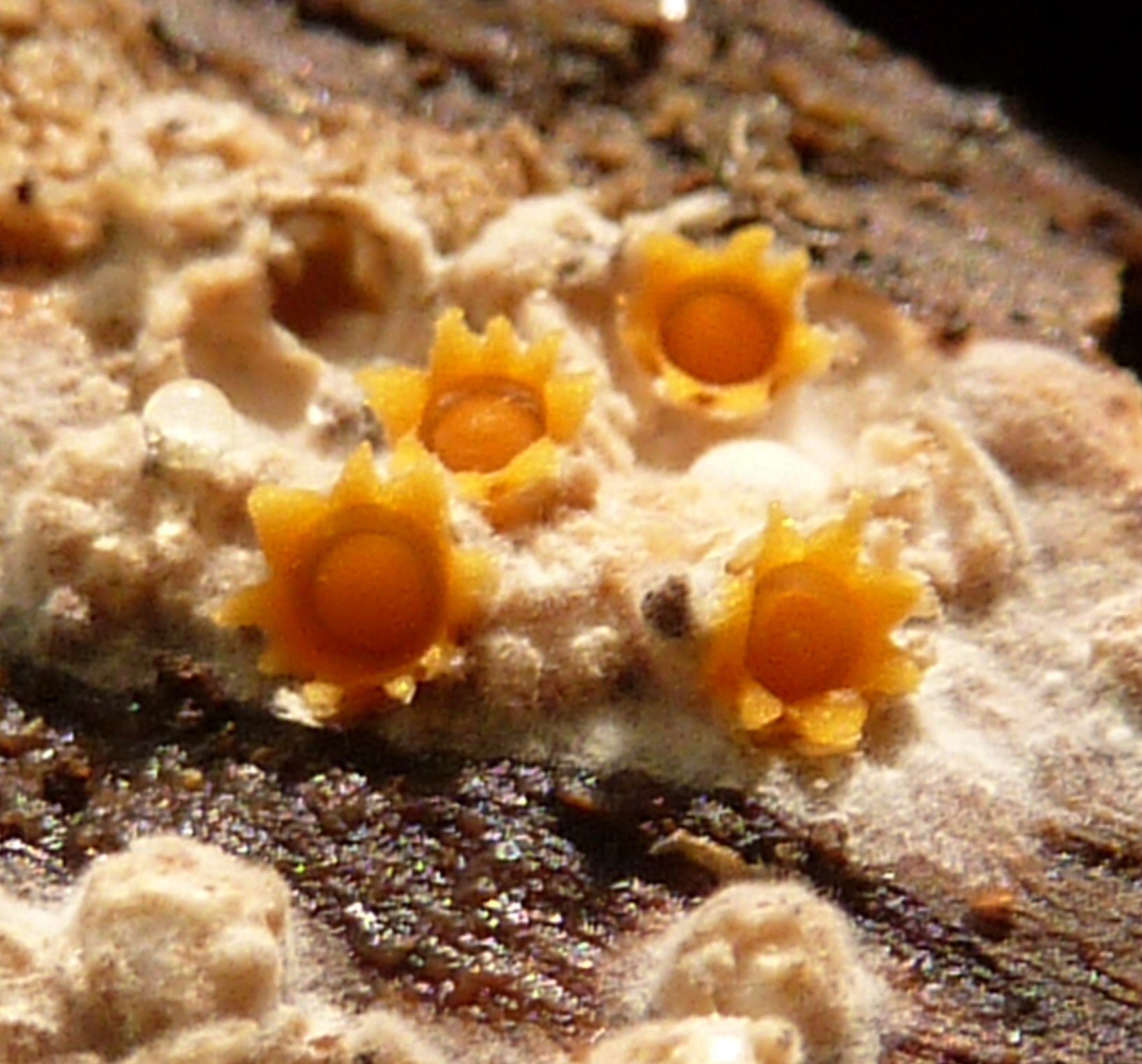
Plodnice hrachovce hvězdovitého (Sphaerobolus stellatus)

Jsou to například některé rody stopkovýtrusých hub z čeledí:
- Agaricaceae – pečárkovité, rody s českým názvem palečka (Tulostoma), plešivka (Calvatia, Handkea), prášivka (Bovista, Calvatia), pýchavka (Calvatia, Handkea, Lycoperdon, Vascellum), škárka (Mycenastrum), vatovec (Langermannia), žaludice (Disciseda). Kromě známých pýchavek je to například pýchavka hruškovitá (Lycoperdon pyriforme), jejíž teřich je v mládí dlouho čistě bílý a pevný, postupně se zbarvuje vznikajícími výtrusy do žlutavě olivové či olivově hnědé. Ve stáří je vatovitý a páchne po svítiplynu. Okrovka je ve stáří papírovitá. Dokud je teřich bílý, hodí se houba k jídlu. (Obsahuje cytostatické látky. Je to jediný druh pýchavky rostoucí výhradně na mrtvém dřevě.)[4][5] Vzácná chráněná škárka hvězdicovitá (Mycenastrum corium) má teřich homogenní, nejprve bílý, později žlutoolivový, nakonec hnědý, práškovitý. Vnější bělavá nebo našedlá okrovka je tenká, hladká a postupně rozpraskává a odlupuje se. Vnitřní tuhá okrovka je tlustší, bělavá, později hnědne a od středu hvězdicovitě rozpraskává. Zbytky plodnice přetrvávají poměrně dlouho.[6]

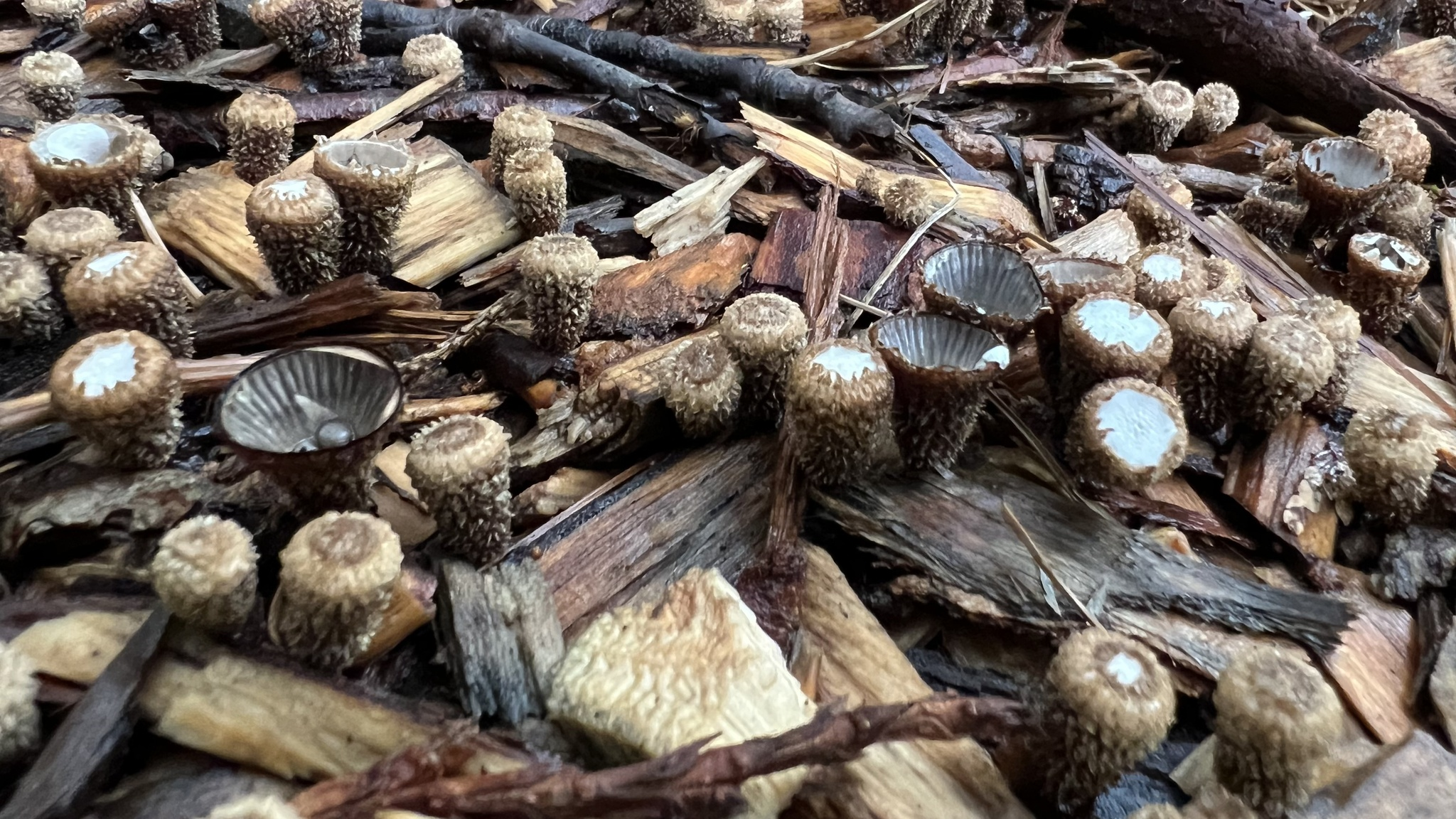
Plodnice číšenky rýhované (Cyathus striatus) v různém stadiu vývoje; vlevo plodnice s patrnou pecičkou (peridiolou)

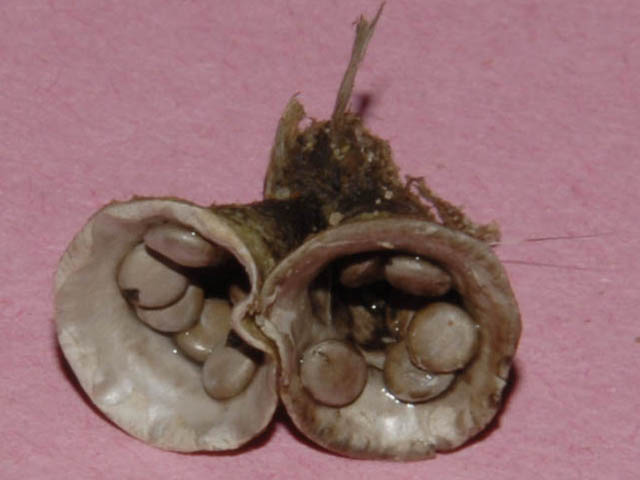
Plodnice číšenky hrnečkové (Cyathus olla) s hladkým peridiem a relativně velkými pecičkami

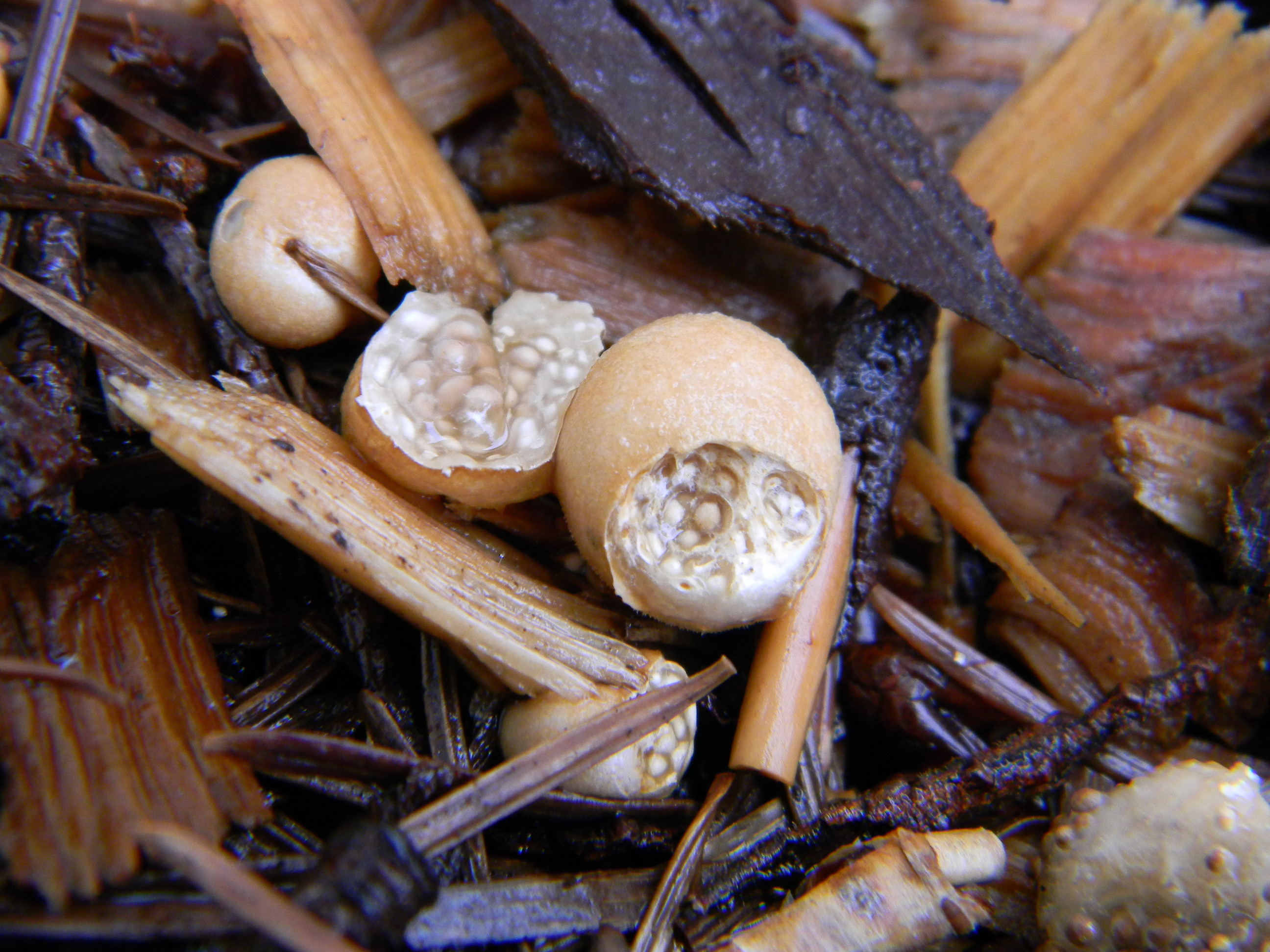
Natěsnané pecičky (peridioly) hnízdovky nacpané (Nidularia deformis)

- Diplocystidiaceae – hvězdákovité, mj. s rodem hvězdák, druhem hvězdák vlhkoměrný (Astraeus hygrometricus).
- Gastrosporiaceae – kuličkovité, např. prašnatka kořínkatá (Gastrosporium simplex).
- Geastraceae – hvězdovkovité, např. rody s českým jménem hrachovec (Sphaerobolus), hvězdovka (Geastrum) a mnohokrčka (Myriostoma). Plodnice rodu hvězdovka jsou v mládí kulovité, někdy hruškovité, v dospělosti vnější okrovka (exoperidie) rozpraskává v několik cípů, které se většinou sklánějí k zemi a nadzvedávají teřich; vnitřní okrovka (endoperidie) obaluje teřich a má na středu otvor, kterým vypouští výtrusy.[8] K našim největším hvězdovkám patří hvězdovka trojitá (Geastrum triplex). Půvabný je hrachovec hvězdovitý (Sphaerobolus stellatus). Když se jeho vnější okrovka (exoperidie) rozevře, objeví se tmavě žlutá až hnědá kulička, tzv. pecička (peridiola) obsahující výtrusy. Má povrch pokrytý žlutým až oranžovým slizem. V dospělosti se vnitřní okrovka (endoperidie) prudce vychlípne a pecičku vymrští. Endoperidie pak obvykle zůstane krátce viditelná jako průsvitná bělavá kulička na hvězdovité exoperidii.[9]

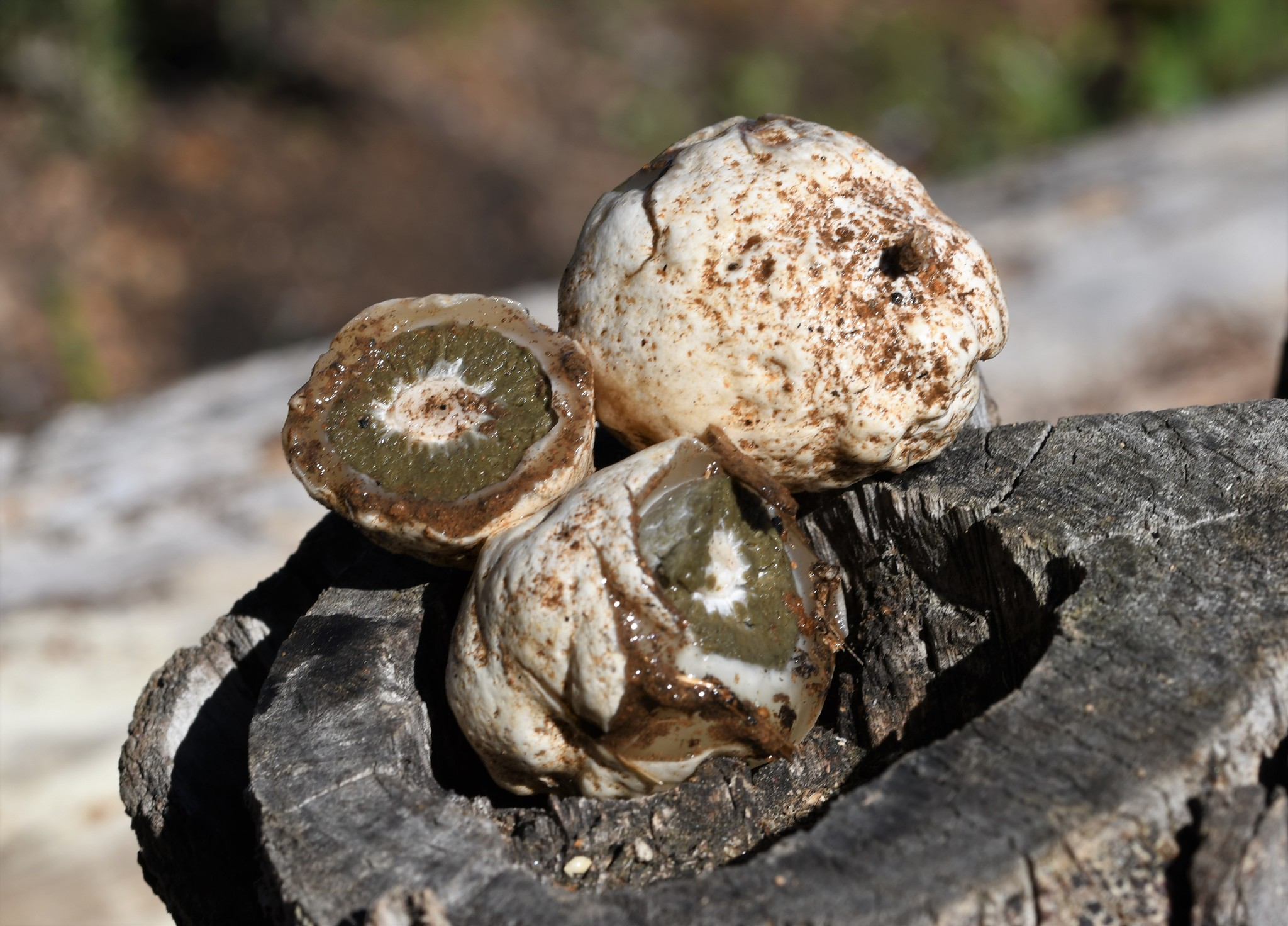
Mladá plodnice hadovky smrduté (Phallus impudicus)

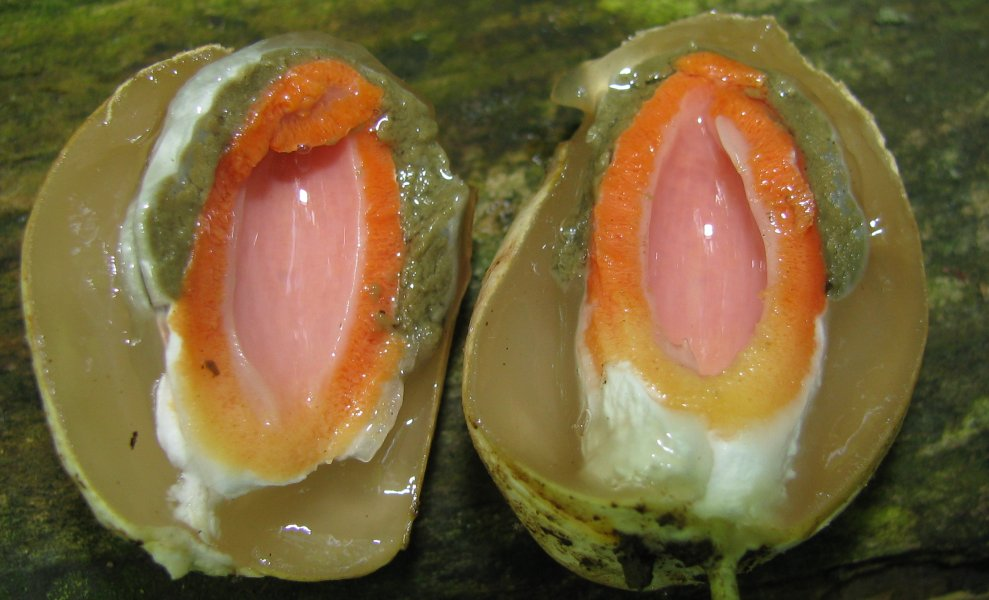
Mladá plodnice psivky obecné (Mutinus caninus) v kožovitém vejci

- Hydnangiaceae – lanýžovcovité, druh lanýžovka holubinková (Russula candida, syn. Hydnangium candidum).[10][pozn. 2]

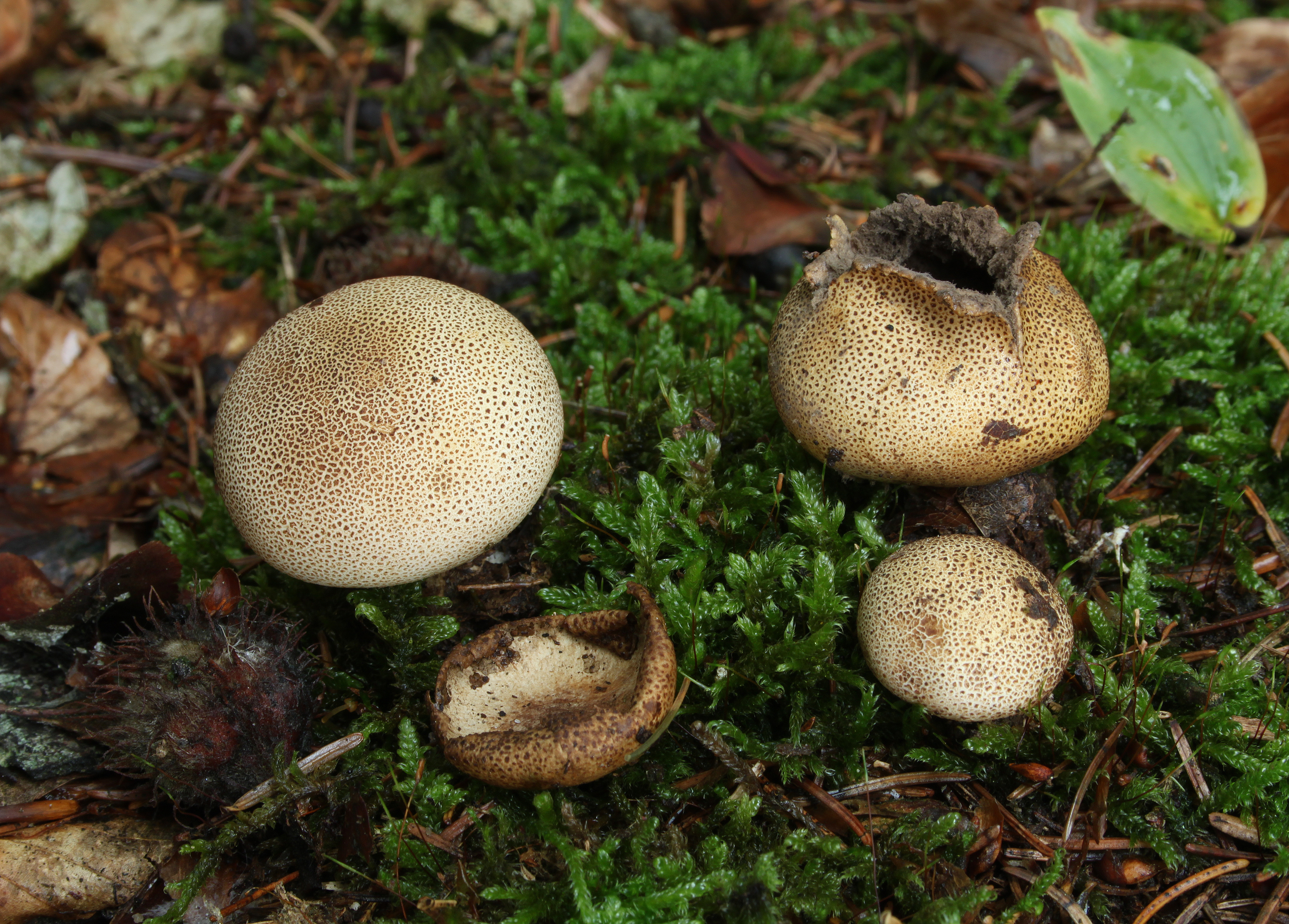
Plodnice pestřece pýchavkovitého (Scleroderma areolatum) v různém stadiu vývoje

- Hysterangiaceae – loupavkovité, rod loupavka (Hysterangium).
- Melanogastraceae – černouškovité, rod černoušek (Melanogaster).[11][pozn. 3]
- Nidulariaceae – hnízdovkovité, např. s rody pohárovka (Crucibulum), číšenka (Cyathus) a hnízdovka (Mycocalia, Nidularia). Teřich hub hnízdovkovitých se dělí na samostatné části, čímž vzniká pecička (peridiola), pouzdro peckovitého nebo čočkovitého tvaru obsahující výtrusy.
- Phallaceae – hadovkovité, např. dvě v ČR rostoucí hadovky hadovka valčická (Phallus hadriani) a hadovka smrdutá (Phallus impudicus). [Okrovka] hadovkovitých má většinou tři vrsty (vnitřní = endoperidie, střední = mezoperidie, vnější = exoperidie), přičemž tlustá střední vrstva je rosolovitá. V dospělosti je okrovka proražena bílým nosičem, který je neplodnou částí teřichu a který vynese vzhůru plodnou část teřichu. Ta se začne kašovitě roztékat, přičemž páchne. Již v roce 1987 uvádí Svrček, že se houba „…neobyčejně šíří a v některých krajinách se stává takřka plevelnou houbou.“[12] Barevně odlišný je např. téměř ohrožený druh psivka obecná (Mutinus caninus), jehož dospělé plodnice zapáchají jako zkažené maso či vejce, ale méně intenzivně než plodnice hadovky smrduté.[13]
- Rhizopogonaceae – kořenovcovité, např. kořenovec načervenalý (Rhizopogon roseolus), jehož teřich je tvořen drobnými nepravidelnými komůrkami a okrovka je tlustá a tuhá.[14]

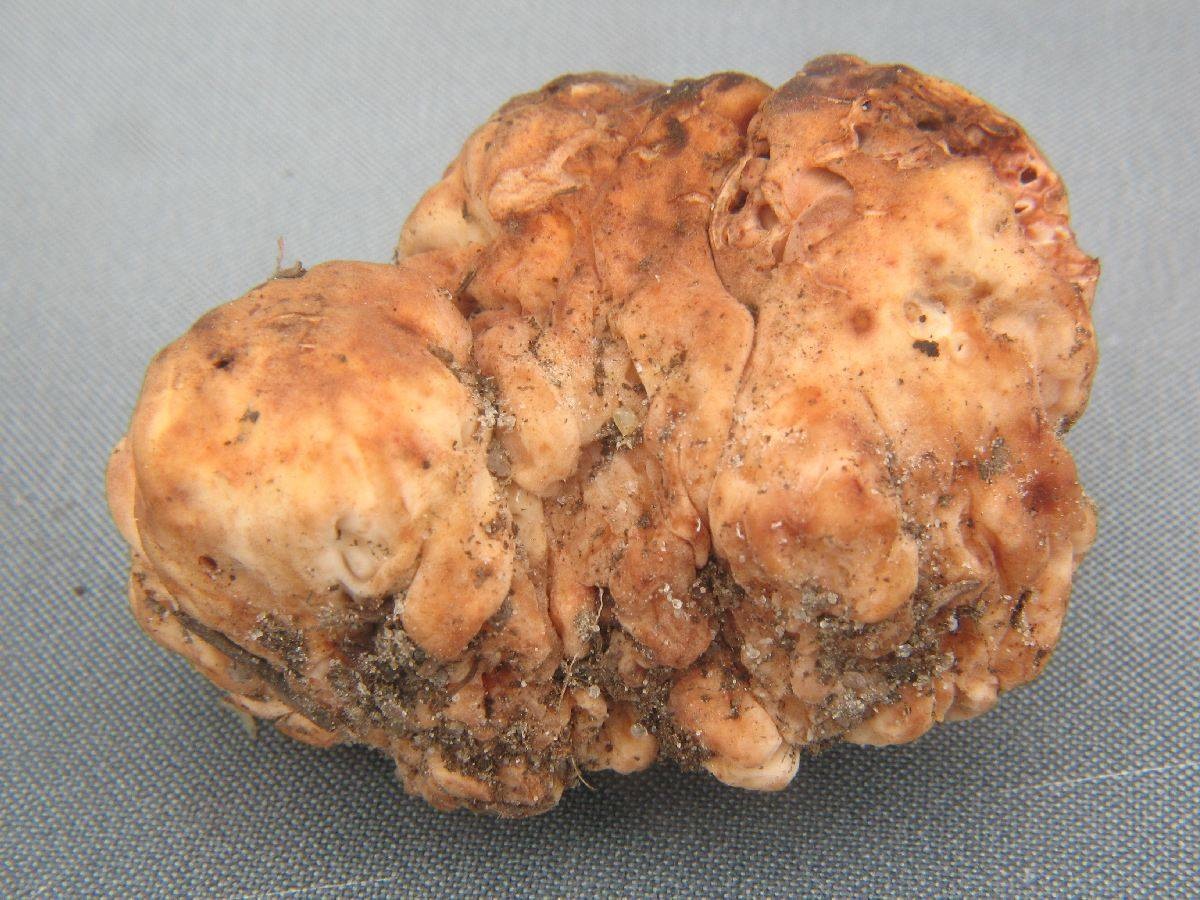
Hluboce zprohýbaná, nepravidelně rýhovaná plodnice oříškovce Tulasneova (Hydnotrya tulasnei)

- Sclerodermataceae – pestřecovité, jejichž teřich je v mládí bílý, brzy černý až černopurpurový; okrovka je jedna, většinou tlustá a nepravidelně se trhající.[15] Teřich pestřece obecného (Scleroderma citrinum) je v mládí bílý a tuhý, časem žlutavě bílý až zelenavý, při dozrávání přechází barva od nafialovělé do makově modré až se mění černou. Po dozrání se rozpadne v tmavě zelený až černý prach, který uniká otvorem puklým v okrovce. Tuhá kožovitá okrovka v dospělosti rozpukává v hrubé šupiny až políčkovité bradavky. Barvu má nejdříve nažloutlou nebo špinavě bílou, později špinavě žlutohnědě okrovou. Po dozrání nahoře nepravidelně puká.[16] Další z rodu pestřeců pestřec bradavčitý (Scleroderma verrucosum) má teřich v mládí tuhý, bílý, později postupně bělavě mramorovaný, ve stáří až šedohnědý. Celý je složen z malých okrouhlých komůrek, ve stáří se rozpadá. V mládí hladká, hnědá nebo načervenale hnědá okrovka je později hnědožlutá, vždy pružná, s hnědými drobnými šupinkami nepravidelného tvaru s odstávajícím okrajem, na temeni většinou popraskaná. Ve stáří je tenká, křehká; na vrcholu bývá bez šupinek. [17] Tuhý šťavnatý teřich má měcháč písečný (Pisolithus arhizus), přičemž u mladých plodnic jsou na řezu vidět bělavě žluté až žluté pecičky různého tvaru, které se později mění ve výtrusný prach. Okrovka je hladká až hrbolkatá, zprvu okrově žlutavá, později tmavohnědá a velmi křehká.[18]
- Sclerogastraceae – hřibotvaré, druh tvrdoušek pevný (Sclerogaster compactus, syn. Octaviania compacta).

Houby vřeckovýtrusé

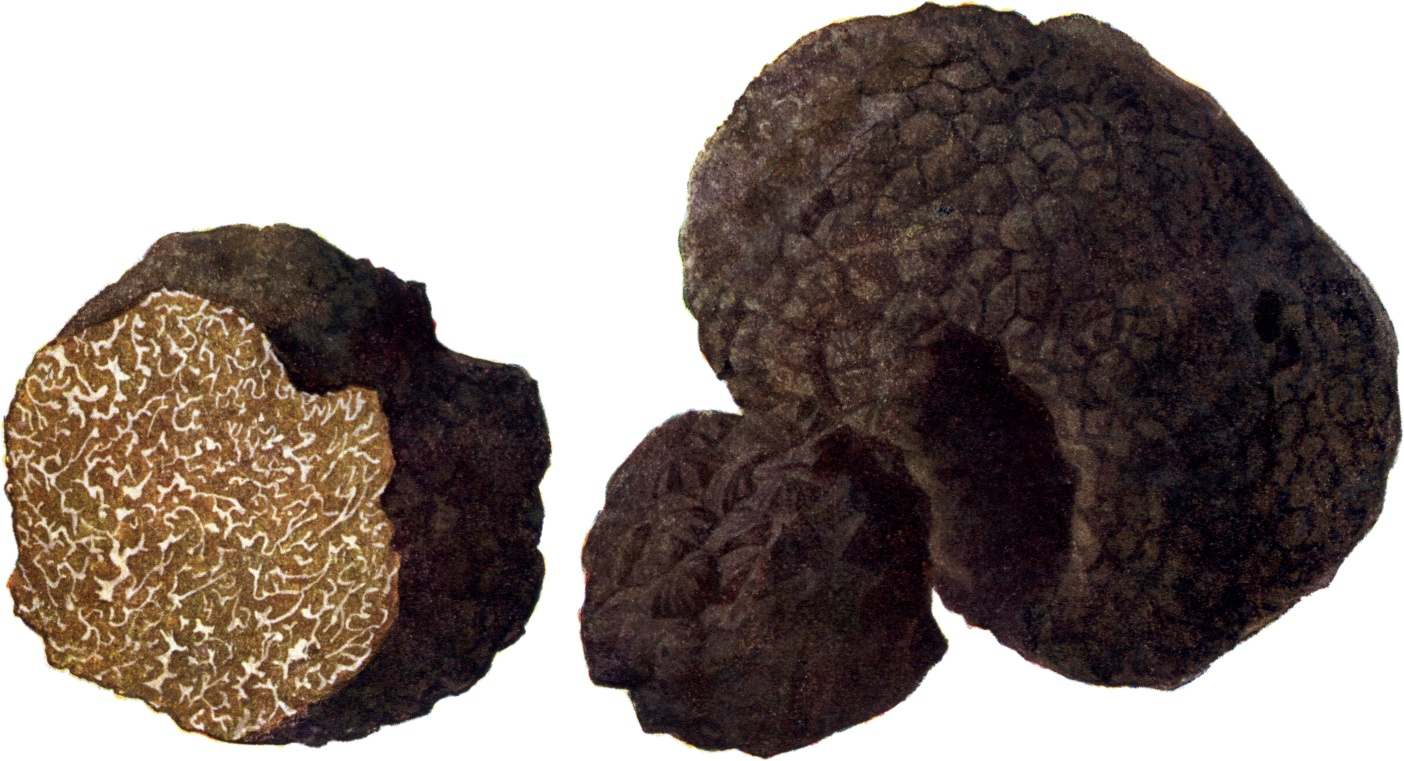
Plodnice lanýže letního (Tuber aestivum); na řezu teřich s mramorovaným vzorem, kolem něho tmavá okrovka

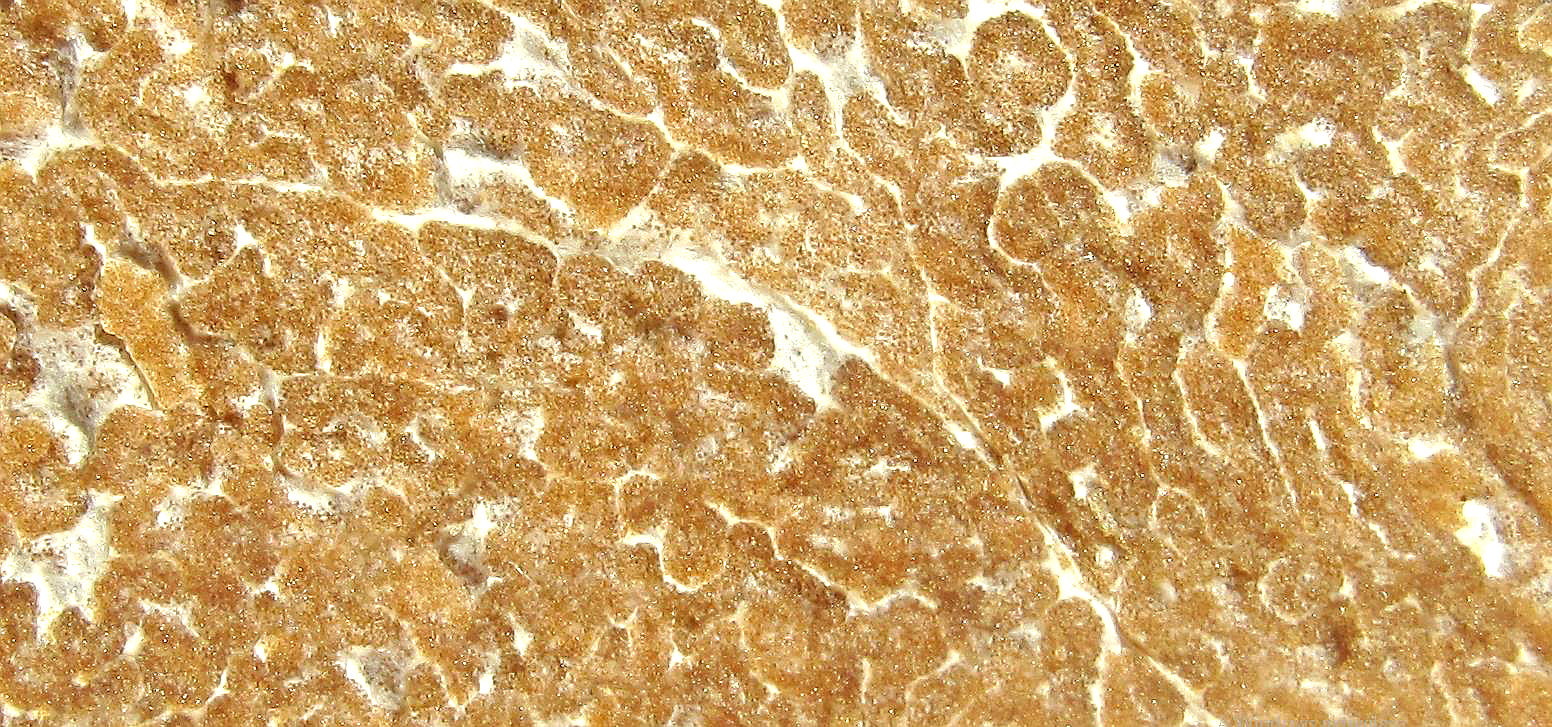
Detail teřichu lanýže letního (Tuber aestivum)

- Discinaceae – desticovité, rod Hydnotrya – oříškovec, např. okrově hnědý až červenohnědý oříškovec Tulasneův (Hydnotrya tulasnei) s tenkou okrovkou a nepravidelnými labyryntovými chodbičkami vystlanými rouškem a ústícími na povrch plodnice.[19]
- Elaphomycetaceae – jelenkovité, např. jelenka obecná (Elaphomyces granulatus), jejíž teřich je v mládí pevný a bělavý, poté nažloutlý, často načervenalý, bez žilkování; v době zralosti se teřich mění ve fialově černou, silně prášící hmotu.[pozn. 4]
- Tuberaceae – lanýžovité s rody bělolanýž (Coiromyces) a lanýž (Tuber).

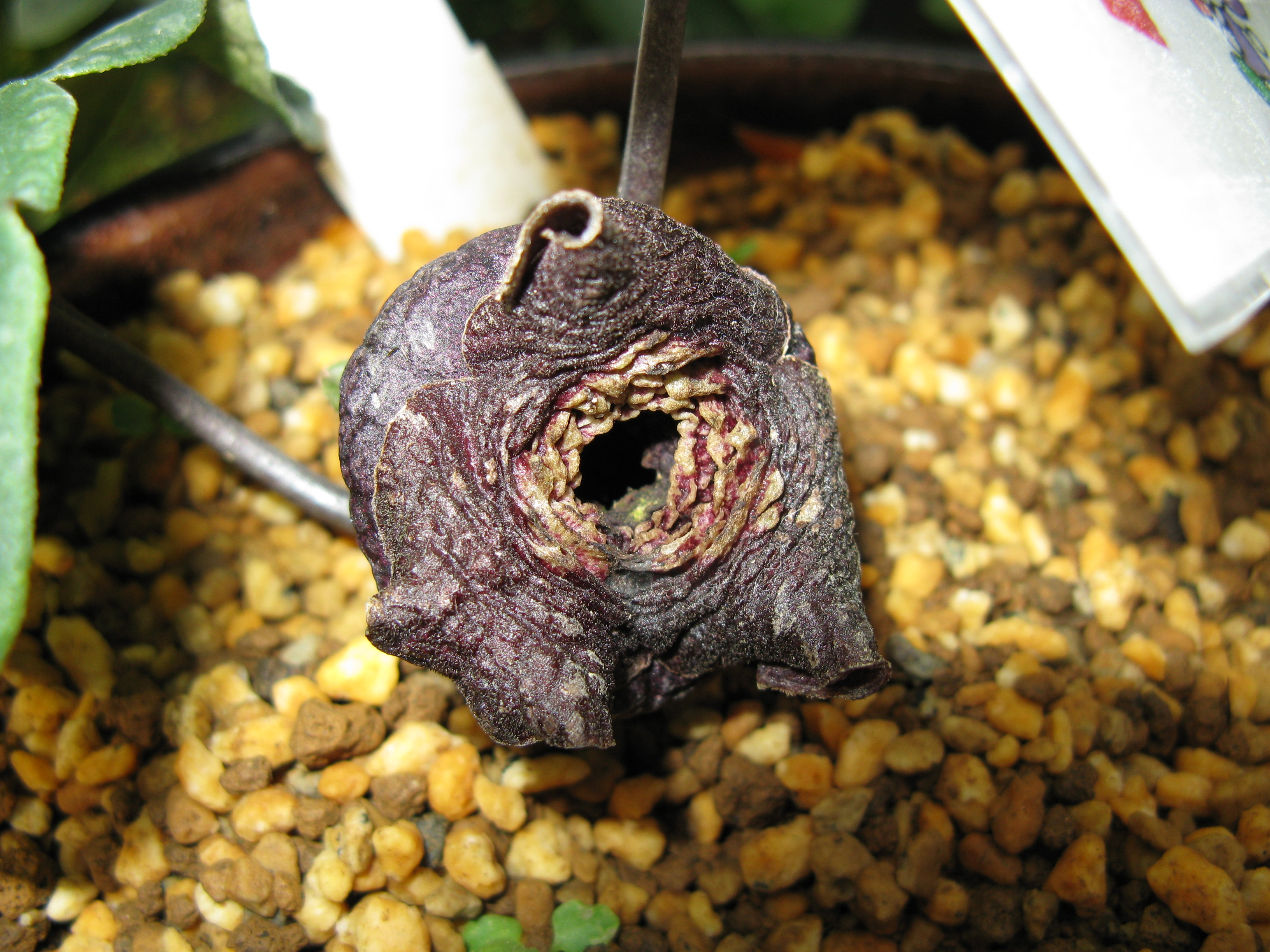
Druh kopytníku Asarum asaroides napodobuje svými květy břichatkovité houby

## Lidově a v přeneseném významu
Výraz teřich (zřídka těřich) znamená lidově a zastarale, příp. nářečně břicho. Příruční slovník jazyka českého (1935–1957) uvádí následující příklady.
- Teřich, teřich, ten jim bohem. (Alois Jirásek)
- Stůl náš jest jenom hubený a neztučníš při něm, aniž ti naroste široký teřich. (A. Jirásek)
- Rozháněl sádlo, které se mu usazovalo na těřichu. (Karel Vika)
- Jeho teřich rád uvítal labužnickou mísu. (Josef Štefan Kubín)

K expresivní zdrobnělině teřišek uvádí příklad:
- Úžeji přitáhl liščí šubu k slušnému teřišku svému. (A. Jirásek)

Mít „nedovřený teřich“ znamená být nenasyta, nenasytný. V přeneseném významu uvádí PSJČ příklad z díla Karla Matěje Čapka-Choda.

## Zajímavosti
- Japonský druh kopytníku Asarum asaroides a příbuzný kopytník Asarum satsumense napodobují svými květy břichatkovité houby. To, že květy velkokvětých druhů připomínají tvarem, barvou a snad i vůní břichatkovité houby, je v rostlinné říši dosti výjimečný jev. Jsou opylovány mouchami ze skupiny Mycetophilidae (bedlobytkovití), které obvykle kladou vajíčka na houby a jejichž larvy se houbami živí.[22]

## Chybný zápis
Chybný zápis je tetřich. Přispívá k němu mj. chyba v překladových slovnících (latinsko-českých).